# Dextran
Dextranul este un glucan ramificat cu structură complexă (obținut prin policondensarea glucozei), originar derivat din vin. Legătura glicozidică se face, conform IUPAC, preferențial C-1 → C-6". Mărimea catenei de dextran variază de la 3 la 2000 de kilodaltoni.
Chiar dacă legăturile dintre unitățile de glucoză sunt de tipul α-1,6, ramificațiile sunt legături de tipul α-1,3. Această caracteristică distinge dextranul de dextrină, care are catenă liniară cu legături α-1,4 sau α-1,6 glicozidice.

## Utilizări
Dextranul 70 se află pe lista medicamentelor esențiale ale Organizației Mondiale a Sănătății. Este utilizat medical ca antitrombotic, pentru a reduce vâscozitatea sângelui, și ca înlocuitor de plasmă în hipovolemie.